# Дряново
Вижте пояснителната страница за други значения на Дряново.
Дря̀ново (изписване до 1945 година: Дрѣново) е град, разположен в подножието на Стара планина, в Централна Северна България. Намира се в Габровска област, на кръстопътя между Северна и Южна България. В близост до градовете Велико Търново, Трявна, Габрово и Севлиево. Градът е административен център на община Дряново.
По данни на ГРАО към 15 септември 2023 г. в града живеят 7044 души по настоящ адрес и 7469 души по постоянен адрес.

## География
Дряново се намира на границата между Великотърновска и Габровска област. Разположен е сред красивите и заоблени хълмове на Централен Предбалкан. На територията на общината е продължението на Микренските височини – скалистото варовито плато на Стражата, прорязано от причудливите проломи на реките Янтра и Дряновска река. Надморската височина варира от 180 до 640 m. Най-високото място тук е Балабана – над 620 m н.в.
Градът се намира на магистралното шосе Русе – Велико Търново – Габрово – Шипка – Стара Загора. Гара е на основната жп артерия, свързваща Северна и Южна България – Русе – Горна Оряховица – Дъбово – Подкова.
Географските координати на Дряново са: 42°58' северна ширина и 25°28' източна дължина.
Градът е разположен на 21 km от Габрово, на 24 km от Велико Търново, на 16 km от възрожденския и резбарски център Трявна, на 34 km от Севлиево и на 31 km от Горна Оряховица. Дряновската община заема площ от 272 km² и е част от Габровска област. В землището на град Дряново се намира и село Гърня, което няма собствено землище.
Климатът в Дряновския район е умереноконтинентален. Зимата е снежна, но не много студена, а лятото – прохладно. Вятърът е рядък гостенин, защото целият район е скътан всред планински вериги, които го предпазват от силни течения.

## Население
Към 30.12.2019 г. населението на община Дряново е 8396 души (9685 души през 2011 г.). От тях 3999 са мъже и 4394 са жени. В гр. Дряново живеят 6455 души (7377 души, през 2011 г.), или 76,8% от населението на общината. В селата живеят 1941 души, или 23,3% от населението на общината. Най-голям относителен дял във възрастовата структура на населението заемат лицата на възраст между 70 и 74 години – 853 души и лицата между 65 и 69 години – 728 души. Децата и младежите до 19 години са 1247 души (1423 души през 2011 г.), а младите хора от 20 до 29 години – 598 души (884 души през 2011 г.).
| 2006   | 2007   | 2008   | 2009   | 2010   | 2011 | 2016 | 2019 |
| 10 859 | 10 724 | 10 596 | 10 502 | 10 315 | 9685 | 8975 | 8396 |

Динамиката на населението в община Дряново през последните години показва, макар и с малко, трайна тенденция на намаление. През последните 5 години се наблюдава постепенно, но постоянно намаляване на населението, като спадът спрямо 2006 г. е с 1174 души, а намалението през 2011 спрямо 2010 г. е с 630 души.
Относителният дял на жените в населението е по-голям от този на мъжете, като тази тенденция се запазва в градовете и селата. Към 2011 г. жените в община Дряново са с 415 повече от мъжете.
Броят на младите хора и на хората в трудоспособна възраст в община Дряново през последните години намалява. Въпреки това структурата на населението по възрастови групи е по-благоприятна от средните стойности на показателя за страната и близка до тази на област Габрово и на Северен Централен район.
За периода 2006 – 2010 г. се очертава постепенно намаление на броя и дела на лицата в трудоспособна възраст в общината от 6752 на 6372 души. Лицата в трудоспособна възраст през 2010 г. съставляват 62% от населението на общината. Тенденцията е възрастовата структура на населението да продължи да се влошава, като броят на хората в надтрудоспособна възраст да нарасне за сметка на тези в трудоспособна възраст.
Изводът е, че населението на община Дряново бележи трайна, но все още слаба тенденция на застаряване. Икономически активните лица все още заемат значителен дял във възрастовата структура на населението – 3206 души.
Естественият прираст на населението на община Дряново е отрицателен, като бележи тенденция на увеличение с около 26% за изследвания период. Броят на живородените деца намалява през 2010 спрямо 2006 г. с 14 и спада до 73.
Механичният прираст в община Дряново варира в различните години, като нараства до 43 души през 2009 г., а за 2010 г. е -19.
Общият извод е, че от естествен и механичен прираст населението в общината от 2006 г. до 2010 г. е намаляло с 544 души.
Историята говори, че в района около Дряново са открити едни от най-старите следи на живот на Балканския полуостров – в пещерата „Бачо Киро“, епохата на палеолита.
Първото споменаване на името Дряново в исторически документ е от 1430 г., където фигурира като Диранав (Диранава). Според османските данъчни регистри от втората половина на XV век градът е бил вакъф (освободена от данъци, наследствена земя) на видния военачалник, с ранг на съвладетел на европейските области на империята и мюлков господар, Касъм паша. По това време селището брояло 38 български къщи с 500 жители.
По тези места обаче е имало селище още през XI – XII век.
Преброяване на населението през 2011 г.
Численост и дял на етническите групи според преброяването на населението през 2011 г.:
|                     | Численост | Дял (в %) |
| Общо                | 7377      | 100,00    |
| Българи             | 6118      | 82,93     |
| Турци               | 409       | 5,54      |
| Цигани              | 166       | 2,25      |
| Други               | 10        | 0,13      |
| Не се самоопределят | 20        | 0,27      |
| Неотговорили        | 654       | 8,86      |

## История

### Праистория
В района на Дряново са открити най-старите следи от живот на Балканския полуостров – в пещерата Бачо Киро край Дряновския манастир, разположен по долината на река Андъка, са открити свидетелства за човешко присъствие от епохата на палеолита. Намерени са и многобройни останки от древни селища, крепости, колони с надписи и украшения от времето на траките и римляните (крепостите „Боруна“ и „Дискодуратере“ Архив на оригинала от 2013-05-11 в Wayback Machine.). Пещерата е на няколко нива с дължина около 3 km.

### Античност и Средновековие
Предисторията на Дряново по-определено може да се търси през тракийско и римско време. Рядкост са селищата в България, които са заобиколени от толкова много крепости и заселища. Останките от такива крепости недалеч от Дряново, отпреди 2000 години, са красноречив свидетел за миналото на този край.
Една от тези крепости около днешния град е „Дискодуратере“ Архив на оригинала от 2013-05-11 в Wayback Machine.. Тя е построена от римляните между сегашното село Гостилица и Дряново, през 176 – 180 г. Тази крепост, построена на границата на римските провинции Тракия и Мизия, била основана по времето на император Марк Аврелий (161 – 180 г. сл. Хр.) от гражданите на Аугуста Траяна (Стара Загора) и от обикновена крайпътна станция, се превърнала в едно в главните тържища в Долнодунавските провинции. През средата на ІІІ век Дискодуратере е разрушена от готите. По-късно е възстановена и достига своя разцвет в V и VI век. След това животът прекъсва и се възобновява по времето на Второто българско царство, като средновековна и удобна станция за пренощуване в близост до столицата Търново.
Но преди римляните, траките харесвали тукашните места. Те също строили своите крепости и селища около днешно Дряново. На платото „Орлово гнездо“, което е на 3 – 4 km югозападно от града, личат останките на старинна крепост. Местността е естествено укрепена от три страни с отвесни скали, а четвъртата страна е била оградена с висока каменна стена.
Тук се е намирало голямо здание, вероятно дворецът на болярин или на царе от фамилията Асеневци. Крепостта е служила като главен опорен пункт против нашествията на варварски племена отвъд Дунава. Използвана е от траките, а след тях и от римляните и византийците, после от славяните и прабългарите. Тук през 1190 г. е разгромена и многобройната войска на византийския император Исаак II Ангел. Той дълго време напразно обсаждал главната крепост.

### Османски период
По време на османското владичество Дряново успява да запази българския дух, а Дряновския манастир е след големите пазители на българските вяра, писменост, традиции, култура като цяло. Населението се ползва с някои данъчни облекчения, защото от години жителите му са дервентджии(пазители на прохода). Това обаче не правело живота им много по-лек, защото са били постоянно тормозени от многото местни чорбаджии, от които са се оплаквали дори на султана с изпратени лично до него писма.
През 1778 г. в центъра на Дряново е построена часовниковата кула. Това се наложило заради развитието на занаятите и нуждата да се знае точният час. По това време наличието на часовникова кула било белег за развито селище, а дряновската е една от първите в България. Два пъти е разрушавана – веднъж от османците и веднъж от комунистическата власт. Упоритите дряновци обаче не допуснали да загубят един от символите на града си и през 1984 г. я възстановили в днешния ѝ вид, който е много близък до оригинала, а часовниковият механизъм е от оригиналната кула.
През Възраждането Дряново дава много ярки личности, които се борят с гърчеенето, с неминуемо разпространяващата се култура на османските поробители, със забравата на българското. Задължително трябва да се спомене името на Максим Райкович, който дава голям отпор на гръцките фанариоти в Търновско, а целият си живот посвещава на съхраняване на българската култура и духовност, учителствайки и дарявайки пари за няколко български училища. Част от завещанието си той отрежда за построяване на училище в родното му Дряново, което да обедини трите съществуващи в града училища – във всяка махала по едно. Редно е да се отбележи, че и в трите винаги се е преподавало на български език, не е имало никакво гръцко влияние, което е било много разпространено по това време на други места.
В този период много изявени стават дряновските строители, много от тях стават майстори и работят в най-различни части на империята, а дори и отвъд нейните граници. Това дава основания в днешно време да се говори за Дряновска строителна школа, чийто най-известен представител безспорно е Никола Фичев (Колю Фичето).
Дряновци участват активно в Априлското въстание през 1876 г. В продължение на девет дни в Дряновския манастир се води тежка битка на четниците на Бачо Киро и поп Харитон с многобройния турски аскер – най-продължителната и една от най-епичните битки по време на въстанието. Освобождението на Дряново настъпва на 12 юли 1877 г. (нов стил).

### Трета българска държава
След освобождението на територията на общината възникват няколко големи фабрики: тютюневата фабрика на братя Шишкови (през 1896 г. се нарежда на 1-во място по производство и печалба сред десетте тютюневи фабрики в окръга), бонбонената фабрика на братя Мутафчиеви, Акционерно дружество „Здравина“, преобразувано на 14 април 1935 г. в Първа българска вагонна фабрика.
На 31 декември 1899 г. е издаден указ №633, чрез който, заради приноса си за развитието на Централна Стара планина, Дряновската околия е уголемена чрез присъединяването към нея на бившата Тревненска околия.
През 1907 г. започва изграждането на канализацията в града, а през 1927 г. Дряново вече е и електроснабдено.
През 1930 г. Дряново е обявен за планински курорт.

## Забележителности
Дряново е сред Стоте национални туристически обекта на Българския туристически съюз.
- Дряновски манастир „Свети Архангел Михаил“ – един от най-посещаваните манастири в България, съчетаващ богата история, възхитителна природа и добро съвременно състояние. В неговия район е и пещерата „Бачо Киро“. Намира се само на 5 km от град Дряново, на 3,5 часа път от София, на 4 часа от Варна, на 3 часа от Пловдив и на 2,5 часа от Русе, което прави възможни еднодневни посещения от най-големите градски центрове на страната;
- Пещера „Бачо Киро“ – първата благоустроена за туристи пещера в България! Тук са открити едни от най-старите след от живот на Балканския полуостров;
- Музей „Колю Фичето“ – представя по интересен начин делото на най-именития дряновец и български възржденски строител;
- Църква „Св. Никола“ – един от шедьоврите на майстор Колю Фичето. Построен през 1851 г., обявен за национален паметник на културата. Намира се в централната част на града
- Мост на Колю Фичето над река Дряновска, построен от Колю Фичето през 1861 г. До него са Духовниковата чешма и огромно изображение в чест на Майстора;
- Икономовата къща, построена от Колю Фичето през 1859 г. – единствено тя и „Къщата с маймунката“ са запазени от къщите, които той е построил. Днес е художествена галерия, а на втория етаж има прекрасна колекция от икони и църковна дърворезба от периода XVII – XIX век, събрани от Дряновския край.
- Лафчиевата къща, за построяването на която не са използвани нито един гвоздей или желязна скоба.
- Релефната карта на България – най-прецизната релефна карта на България, изработена през 1962 г. с размери 6,90 на 4,30 m. Намира се срещу часовниковата кула;
- Часовниковата кула – построена през 1778 г., което я прави една от първите в България;
- Църква „Света Троица“ – построена през 1847 г., известен с изключително красиво резбования си таван. Непосредствено до музей „Колю Фичето“;
- Дряновската екопътека – изградена през 2000 г. по програмата „Български екопътеки“ на Българската асоциация за селски и екотуризъм. Започва при входа на пещерата „Бачо Киро“ и минава по величествените скали около Дряновския манастир, разкривайки удивителни панорамни гледки към него. Надморската височина по маршрута ѝ варира между 270 и 510 m.

## Музеи
- Музей „Колю Фичето“ – намира се в източната част на града, на пл. „Колю Фичето“. До входа му е поставена внушителна бронзова статуя на Майстора, изработена от скулптора Борис Гондов. В музея е разположена експозицията „Колю Фичето – живот и творчество“, която чрез макети на строежите, архивни и нови снимки, инструменти от епохата и лични вещи на Майстора представя най-именития дряновец и български строител.
- Исторически музей-Дряново има още няколко експозиции: „Градски бит от края на XIX и началото на XX век“, подредена в Лафчиевата и Перевите къщи, които се намират срещу музей „Колю Фичето“; „Икони и църковна дърворезба от XVII-XIX век от Дряновския край“, която се намира в Художествената галерия (Икономовата къща); „Археология и възраждане“, помещаваща се в Дряновския манастир, в сградата на хотелски комплекс „Дряновски манастир“.

## Редовни събития
- В края на месец октомври е празникът на града (панаира);
- В средата на месец май са тържествата при Дряновския манастир;
- Първият празник Балканът пее и разказва се организира в Елена на Неювската поляна на 20 и 21 юни 1974 г. Оттогава на ротационен принцип се провежда в балканските градове Елена, Дряново, Котел, Трявна, Твърдица и Гурково.

- Националните културни празници „Поезия и песен на Балкана“. Провеждат се от октомври 1972 г., когато по инициатива на дряновския поет и общественик Атанас Смирнов е поставено началото. Състоят се на всеки три години. Техен организатор е НЧ „Развитие-1869“. От 1986 г. по време на празниците се връчва награда „Рачо Стоянов“ за цялостно литературно творчество, носеща името на драматурга Рачо Стоянов от Дряново, написал една от най-великите български драми – „Майстори“. Носители на отличието са Никола Русев, Димитър Стефанов, Теодора Ганчева, акад. Антон Дончев, Марко Ганчев, Ганчо Савов, доц. Николай Димков, Кънчо Атанасов и Валери Петров.

## Личности
Родени в Дряново
- Колю Фичето (1800 – 1881) – най-именитият български строител и архитект през Възраждането;
- Максим Райкович (1801 – 1874) – свещеник, учител, борец за църковна и национална независимост, крупен дарител за българските училища;
- Иван Цончев (1858 – 1910) – български военен деец и революционер, борец за свобода;
- Никола Мушанов (1872 – 1951) – политик, лидер на Демократическата партия, три пъти министър-председател на България, многократно министър;
- Стойчо Мошанов (1892 – 1975) – народен представител, министър на финансите, председател на Народното събрание. В края на Втората световна война ръководи тайните преговори в Кайро с англо-американците за излизане на Царство България от войната;
- Пенчо Койчев (1876 – 1957) – архитект. Негово дело са Съдебните палати в София, Русе и др., северното крило на Народното събрание, мавзолей паметник „Св. Георги“ в Плевен, лятната резиденция в Царска Бистрица, старата поща в Пазарджик, санаториум за гръдно болни в Искрец и др.;
- Рачо Стоянов (1883 – 1951) – писател, драматург. Автор на една от най-великите български драми – „Майстори“;
- Марко Марчевски (1898 – 1962) – писател, енциклопедист, политик;
- Боби Стойчев (1888 – 1905) – войвода на ВМОРО;
- Борис Рашев, български революционер от ВМОРО, четник на Боби Стойчев[5]
- Александър Рашенов (1892 – 1938) – архитект, уредник на архитектурния отдел към Националния археологическия музей. Най-авторитетният и деен реставратор на исторически обекти в България между двете световни войни;
- Иван Койчев (1905 – 1976) – художник, автор на дряновския герб;
- Атанас Смирнов (1909 – 1976) – поет, преводач, обществен деец;
- Захари Иванов, български революционер от ВМОРО, четник на Бончо Василев[6]
- Тодор Попов (1921 – 2000) – композитор;
- Христо Недялков (1932 – 2013) – композитор, диригент, академик, основател и ръководител на Детския радиохор;
- Пенчо Петров – (1914 – 1996) – известен актьор, един от основателите на Сатиричен театър „Алеко Константинов“
- Минчо Празников (р. 1938) – синоптик
- Пенка Балева (р. 1935)
- Добрин Добрев (р. 1951) – проф. дфн, литературовед, културолог, филолог, бивш ректор на Шуменския университет;
- Павлина Владкова (р. 1956) – археолог, заместник-директор на Археологическия музей във Велико Търново, Археолог на годината за 2011 г.
- Пламен Николов (p. 1961) – бивш футболист, вратар на Българския национален отбор по футбол, с който става четвърти на световното пъвенство в САЩ през 1994;
- Станислав Генчев (р. 1981) – футболист, бивш национал, трикратен шампион на България (веднъж с Левски, два пъти с Лудогорец);
- Стоян Неделчев, български революционер от ВМОРО, четник на Петър Ангелов[7]
- Нойко Златанов, български революционер от ВМОРО, четник на Боби Стойчев[8]

## Политика
- 2019 – Трифон Панчев (местна коалиция „БСП за България /АБВ, Български социалдемократи, Движение Заедно за промяна/“)
- 2015 – Мирослав Семов (подкрепен от ГЕРБ) печели на балотаж срещу д-р Иван Николов
- 2011 – д-р Иван Николов печели на балотаж срещу Емил Попов.
- 2007 – д-р Иван Николов печели на балотаж срещу Даниел Данков.
- 2003 – Даниел Данков (БСП) печели на втори тур с 58% срещу Пенчо Дъчев (СДС).
- 1999 – Мирослав Семов (СДС) печели на първи тур с 54% срещу Дария Съчкова (независим).
- 1995 – Дария Съчкова (Предизборна коалиция БСП, БЗНС Александър Стамболийски, ПК Екогласност) печели на първи тур с 63% срещу Емил Киселков (СДС).

## Читалища и библиотеки
Народно читалище „Развитие-1869“ – Дряново е създадено под името „Общий труд“ и е брояло тогава 106 редовни членове. Библиотеката е първото читалищно звено. Около нея се е фокусирала силна просветителска работа. След Освобождението в читалището започва да се развива културно-просветна дейност. Една след друга се създават редица форми, които се развиват през годините и не малка част от тях, осъвременени, работят и днес. Сред тях са куклен театър, естрадно-сатиричен състав, танцов ансамбъл, пионерски, мъжки и женски хор, смесен камерен хор за школувано пеене, духов, акордеонен, тамбурашки и народен оркестри, състави за модерен балет и състезателни танци, хип-хоп групи. През 1952 г. е създадена и Детска школа по изкуствата, която сега работи с класове по пиано, пиано и цигулка, акордеон, изобразително изкуство, класическа китара, поп и рок пеене. Високо квалифицирани преподаватели обучават 90 деца. Паралелно с това читалището отговаря на съвременните потребности на дряновци. От 1993 до днес специалистите работят по редица Американски и Европейски проекти и програми. Благодарение на този факт са създадени и работят 50 местна съвременна кино зала, Център за обществена подкрепа, Интернет център, ушити са нови национални костюми за деца и възрастни, създаден е детски гардероб с облекла на приказни и филмови герои, ремонтирана е част от читалищната база.
НЧ „Дряновска пробуда“ е основано в началото на 2008 г. в отговор на засиления интерес към съвременните форми на изкуството и културата. В институцията работят творчески формации, клубове и ателиета в следните области:
- Музикална школа:
  - Клас по класически балет и характерни танци с ръководител Румяна Петкова
  - Клас по народни танци с ръководител Маруся Млъзева.
  - Детска вокална група с ръководител Ивалина Ангелова.
- Ателие Изобразителни и приложни изкуства с ръководител Гергана Симеонова.
- Мажоретен състав „Мажоретките на Дряново“ с ръководител Румяна Петкова
- Поетично ателие „Книголюбие“ с ръководител Генчо Витанов.
- Фотоклуб с ръководител Венцислав Симеонов.
- Клуб по шахмат с ръководител Марин Денев.
- Екоклуб „Здравей“
- Клуб за изучаване на английски език с ръководител Мери Булман
- Младежка формация за хип-хоп култура.
- Клуб за изучаване на народни танци и хора „Дряновските булки“ с ръководител Маруся Млъзева.

Към читалището от 2012 г. е разкрита и библиотека с над 4000 библиотечни единици.

## Други
На Дряново е наречена улица „Дряновска“ в квартал „Овча купел“ в София (Карта).